# Boeing 777-300ER
Boeing 777-300ER er et langdistancefly, som anvendes af mange flyselskaber. Flyet er en del af Boeing 777-familien, som også består af Boeing 777-300, 777-200LR og 777-200ER.
| Luftfart | Spire Denne artikel om flyvning er en spire som bør udbygges. Du er velkommen til at hjælpe Wikipedia ved at udvide den. |